# Shreyas Iyer
Shreyas Santosh Iyer (* 6. Dezember 1994 in Mumbai, Indien) ist ein indischer Cricketspieler, der seit 2021 für die indische Nationalmannschaft spielt.

## Kindheit und Ausbildung
Iyer war Teil der Vertretung Indiens bei der ICC U19-Cricket-Weltmeisterschaft 2014.

## Aktive Karriere

### Anfänge in der Nationalmannschaft
Sein First-Class-Debüt gab er im Dezember 2014 für Mumbai. In seiner ersten Saison konnte er sich als bester Batter des Teams in der Ranji Trophy 2014/15 etablieren. Er erhielt einen Vertrag bei den Delhi Daredevils für die Indian Premier League 2015 und konnte auch dort überzeugen. In der Ranji Trophy 2015/16 erzielte er die zweitbeste Run-Zahl in der Saison die bis dahin in der Ranji Trophy erzielt wurde und sicherte so Mumbai den 41. Titel. Trotz dieser Leistungen dauerte es noch, bis er in die Nationalmannschaft vordringen konnte. Zunächst spielte er noch für das A-Team der indischen Mannschaft. Sein Nationalmannschafts-Debüt folgte dann in der Twenty20-Serie gegen Neuseeland im November 2017. Bei der darauf folgenden Tour gegen Sri Lanka absolvierte er sein ODI-Debüt. Im zweiten (85 Runs) und dritten (65 Runs) Spiel der Serie gelang ihm dann jeweils ein Fifty. Jedoch kam er zunächst nur unregelmäßig zum Einsatz. Im nationalen Cricket gewann er derweil mit Mumbai die Vijay Hazare Trophy 2018/19.
Nachdem er nicht für den Cricket World Cup 2019 berücksichtigt worden war, kam er kurz darauf wieder ins Team zurück. Bei der ODI-Serie in den West Indies erzielte er zwei Half-Centuries (71 und 65 Runs). Beim Gegenbesuch der West Indies im Dezember gelangen ihm zwei (70 und 53 Runs) weitere. Gegen Bangladesch konnte er dann im Dezember in den Twenty20s 62 Runs erreichen. Damit hatte er sich im Team etabliert. Im Januar reiste er mit dem Team nach Neuseeland, wobei er in der Twenty20-Serie ein Fifty erreichte (58* Runs) und als Spieler des Spiels ausgezeichnet wurde. In der darauf folgenden ODI-Serie gelang ihm im ersten Spiel sein erstes internationales Century über 103 Runs aus 107 Bällen, bevor ihm zwei weitere Fifties (52 und 62 Runs). Nach der Unterbrechung auf Grund der COVID-19-Pandemie verletzte spielte er im März 2021 bei der Tour gegen England und erreichte in den Twenty20s ein Fifty über 67 Runs. In den ODIs verletzte er sich an der Schulter und musste daraufhin mehrere Monate aussetzen.

### Etablierung als wichtiger Spieler der Nationalmannschaft
Kurz vor dem ICC Men’s T20 World Cup 2021 wurde er zwar wieder fit, jedoch wurde er nur als Reserve-Spieler in den indischen Kader für das Turnier aufgenommen. Kurz nach dem Turnier gab er gegen Neuseeland sein Test-Debüt. Dabei erzielte er im ersten Innings ein Century über 105 Runs aus 171 Bällen und im zweiten ein weiteres Fifty (65 Runs). Dafür wurde er als Spieler des Spiels ausgezeichnet. Im Februar 2022 kamen dann zunächst die West Indies nach Indien und er konnte in den ODIs ein Fifty über 80 Runs erreichen, wofür er als Spieler des Spiels ausgezeichnet wurde. Daraufhin folgte eine Tour gegen Sri Lanka, wobei ihm in allen drei ODIs jeweils ein ungeschlagenes Fifty (57*, 74* und 73* Runs) gelang und er als Spieler der Serie ausgezeichnet wurde. Im zweiten Test der Serie konnte er dann noch ein Mal zwei Fifties (92 und 67 Runs) erzielen und wurde auch dort als Spieler des Spiels ausgezeichnet. Beim Draft für die Indian Premier League 2022 wurde er von den Kolkata Knight Riders für INR 12.25 crore (etwa 1,6 Millionen US-Dollar) erworben. Dort wurde er dann auch zum Kapitän ernannt.
Im Sommer 2022 erzielte er in den West Indies zwei Fifties (54 und 63 Runs) in den ODIs und ein weiteres (64 Runs) in den Twenty20s. Im Oktober folgte gegen Südafrika nach einem Fifty im ersten ODI ein Century über 113* Runs aus 111 Bällen im zweiten. Für den ICC Men’s T20 World Cup 2022 wurde er jedoch abermals nur als Reserve-Spieler nominiert, auch weil Deepak Hooda vor ihm platziert wurde. Nach dem Turnier erzielte er in den ODI-Serien in Neuseeland (80 Runs) und in Bangladesch (82 Runs) jeweils ein Fifty.